# District de Malabo
Le district de Malabo (en espagnol : distrito de Malabo) est un district de Guinée équatoriale, constitué par la partie occidentale de la province de Bioko-Norte, sur l'île de Bioko - c'est-à-dire la périphérie de la capitale du pays, Malabo, qui est aussi le chef-lieu de district. Avec 64 439 habitants d'après le recensement de 1994, c'est le district le plus peuplé du pays.